# Lisa Roberts (triathlon)
Pour les articles homonymes, voir Lisa Roberts et Roberts.
Lisa Roberts, née Ribes le 25 novembre 1978 dans l'Illinois est une triathlète professionnelle américaine, multiple vainqueur sur distance Ironman.

## Biographie

### Jeunesse et études
Lisa Roberts naît et grandit dans l'Illinois, elle étudie à l'Université de Southern Illinois Edwardsville (Southern Illinois University Edwardsville). où elle pratiquait la course à pied sur longue distance, ce qui lui donna envie de s'essayer sur des triathlons de la même envergure à partir de l'an 2000 à l'âge de 22 ans. Elle devient professionnelle triathlète en 2009.

### Carrière en triathlon
Lisa obtient un premier accessit en 2013 à l'Ironman de Los Cabos au Mexique, en montant sur la troisième marche du podium. La même place qu'elle obtiendra pour son premier Ironman France à Nice en 2014, elle montera d'une marche l'année d'après à cette compétition. Elle remporte sa première course au Challenge de Madrid en 2017. La même année, elle est victorieuse aux Ironman Louisville et Ironman Mexique. En 2018, elle soulève le trophée du troisième Challenge Venice en Italie, avant de récidiver l'année d'après aux Challenges de Taïwan et de Madrid.

### Vie privée
Lisa Roberts est architecte paysagiste à Tucson en Arizona, elle a lancé une entreprise de conseil en aménagement paysager en 2008. Quand elle avait 11 ans, son papa s'est cassé le cou et est devenu tétraplégique lors d'une fête à la piscine qui était organiser pour la victoire au championnat de l'équipe de Tucson de softball, une période très dure de son adolescence, elle en a gardé une envie de profiter au maximum de tous les instants présents.

## Palmarès
Le tableau présente les résultats les plus significatifs (podium) obtenus sur le circuit international de triathlon depuis 2013,,.
| Année | Compétition            | Pays       | Position           | Temps           |
| ----- | ---------------------- | ---------- | ------------------ | --------------- |
| 2019  | Ironman Chattanooga    | États-Unis | Médaille d'argent  | 9 h 22 min 31 s |
| 2019  | Challenge Madrid       | Espagne    | Médaille d'or      | 9 h 54 min 56 s |
| 2019  | Challenge Taïwan       | Taïwan     | Médaille d'or      | 9 h 10 min 38 s |
| 2018  | Ironman Louisville     | États-Unis | Médaille de bronze | 8 h 46 min 15 s |
| 2018  | Ironman Mexique        | Mexique    | Médaille de bronze | 9 h 18 min 32 s |
| 2018  | Challenge Venise       | Italie     | Médaille d'or      | 9 h 18 min 58 s |
| 2017  | Ironman Louisville     | États-Unis | Médaille d'or      | 9 h 6 min 6 s   |
| 2017  | Ironman Mexique        | Mexique    | Médaille d'or      | 8 h 54 min 0 s  |
| 2017  | Challenge Madrid       | Espagne    | Médaille d'or      | 9 h 34 min 51 s |
| 2017  | Triathlon Alpe d'Huez  | France     | Médaille de bronze | 6 h 54 min 37 s |
| 2016  | Ironman Texas          | États-Unis | Médaille de bronze | 8 h 17 min 58 s |
| 2016  | Ironman 70.3 Panama    | Panama     | Médaille d'argent  | 4 h 10 min 35 s |
| 2015  | Ironman Chattanooga    | États-Unis | Médaille d'argent  | 9 h 8 min 46 s  |
| 2015  | Ironman Mont Tremblant | Canada     | Médaille de bronze | 9 h 13 min 45 s |
| 2015  | Ironman France         | France     | Médaille d'argent  | 9 h 26 min 0 s  |
| 2014  | Ironman Lake Placid    | États-Unis | Médaille de bronze | 9 h 40 min 4 s  |
| 2014  | Ironman France         | France     | Médaille de bronze | 9 h 23 min 58 s |
| 2014  | Ironman Los Cabos      | Mexique    | Médaille d'argent  | 9 h 20 min 40 s |
| 2013  | Ironman Canada         | Canada     | Médaille d'argent  | 9 h 38 min 24 s |
| 2013  | Ironman Los Cabos      | Mexique    | Médaille de bronze | 9 h 38 min 35 s |